# Dasypodidae
Dasypodidae is een familie van zoogdieren uit de orde van de gordeldierachtigen (Cingulata). De wetenschappelijke naam van de familie werd in 1821 gepubliceerd door John Edward Gray. De familie telt 8 levende soorten in 1 geslacht. De meesten hiervan leven alleen in Zuid-Amerika, maar 1 soort leeft ook in Noord- en Midden-Amerika.

## Indeling
Moderne gordeldieren werden traditioneel allemaal tot deze familie gerekend, maar er bestond onzekerheid over de positie van de uitgestorven glyptodonten (Glyptodontinae). Deze werden traditioneel beschouwd als basale gordeldierachtigen, buiten deze familie. Er werd gespeculeerd dat de bestaande familie Dasypodidae parafyletisch zou kunnen zijn op basis van morfologisch bewijs. In 2016 bleek uit een analyse van het mtDNA van Doedicurus dat dit glyptodontengeslacht in feite genesteld was in de clade van de moderne gordeldieren. Het bleek een zustergroep van een clade bestaande uit Chlamyphorinae en Tolypeutinae. Om deze reden werden alle nog levende gordeldieren behalve Dasypus verplaatst naar een nieuwe familie: Chlamyphoridae. Hierna omvatte de familie Dasypodidae dus nog maar één levend geslacht: Dasypus.
Hieronder vindt u de taxonomische indeling van de nog levende soorten in deze familie.

### Levende soorten
- Geslacht Dasypus
  - Dasypus beniensis
  - Kapplergordeldier (Dasypus kappleri)
  - Dasypus mazzai
  - Negenbandgordeldier (Dasypus novemcinctus)
  - Dasypus pastasae
  - Harig gordeldier (Dasypus pilosus)
  - Savannegordeldier (Dasypus sabanicola)
  - Zevenbandgordeldier (Dasypus septemcinctus)

### Fossiele geslachten
- † Geslacht Acantharodeia
- † Geslacht Amblytatus
- † Geslacht Anadasypus
- † Geslacht Archaeutatus
- † Geslacht Astegotherium
- † Geslacht Barrancatatus
- † Geslacht Chasicotatus
- † Geslacht Chorobates
- † Geslacht Coelutaetus
- † Geslacht Eocoleophorus
- † Geslacht Epipeltecoelus
- † Geslacht Eutatus
- † Geslacht Hemiutaetus
- † Geslacht Isutaetus
- † Geslacht Lumbreratherium
- † Geslacht Macrochorobates
- † Geslacht Mazzoniphractus
- † Geslacht Meteutatus
- † Geslacht Nanoastegotherium
- † Geslacht Parastegosimpsonia
- † Geslacht Pedrolypeutes
- † Geslacht Pliodasypus
- † Geslacht Prodasypus
- † Geslacht Proeutatus
- † Geslacht Propraopus
- † Geslacht Prostegotherium
- † Geslacht Pucatherium
- † Geslacht Punatherium
- † Geslacht Riostegotherium
- † Geslacht Stegosimpsonia
- † Geslacht Stegotherium
- † Geslacht Stenotatus
- † Geslacht Utaetus